# 칼 12세
칼 12세(스웨덴어: Karl XII, 1682년 6월 17일 ~ 1718년 11월 30일)는 스웨덴의 국왕 (1697년 ~ 1718년)이었다.  그는 칼 11세와 덴마크의 울리카 엘레오노라의 둘째 자식이자 맏아들이었다.  칼 12세는 자신의 어린 시절을 사치스러운 가운데 보냈다.  어린이로서 그는 언젠가 왕국을 다스리는 데 준비했던 동안 자신의 왕국의 정치와 군사적 문제들의 예리한 관찰자였다.  1697년 그의 부친인 칼11세가 사망하였다.  그 후에 칼 12세는 스웨덴의 왕위를 계승하였다.  그는 관리인 정부에 의한 7개월 통치 후에 자신이 맡았을 때 15세였다.  1700년 그는 스웨덴이 약해전 국가와 어리고 경험이 없던 국왕의 장점을 택하기를 싶었던 3개의 이웃 왕국들에 의하여 공격을 당했을 때 국왕으로서 자신의 첫 큰 도전을 향하였다.  그 결과를 가져온 전쟁은 대북방 전쟁으로 알려졌다.  하지만 칼은 자신의 군대가 심각하게 열세함에 불구하고 몇몇의 전투에서 뛰어난 군사력을 보여 승리를 쟁취하였다. 하자만 그는 1718년 노르웨이에서 전쟁중 전사하였다.  그는 위대한 군사 사령관과 유능한 정치인으로서 많은 역사가들에 의하여 환호를 받았다.

## 어린 시절

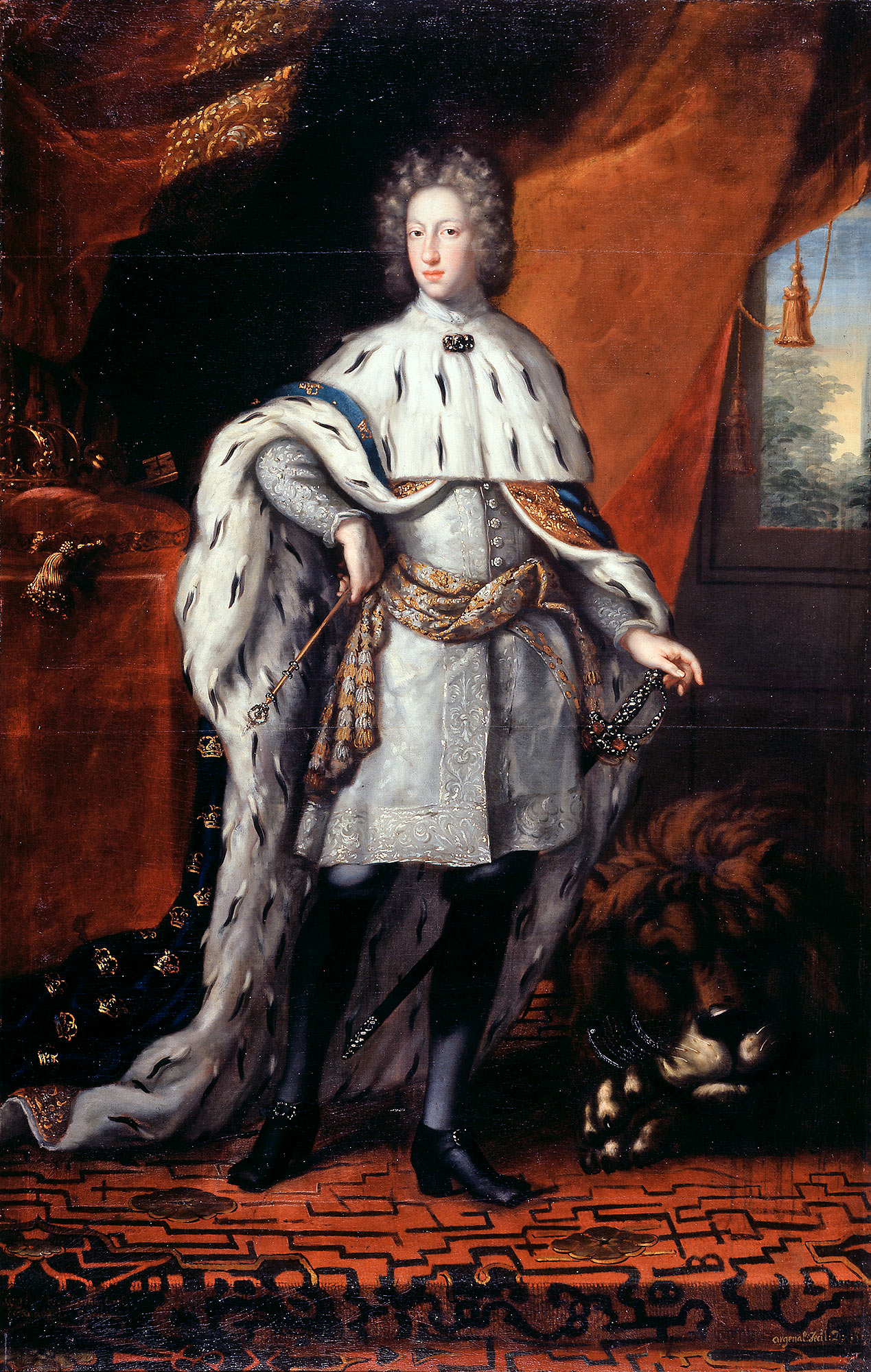
15세의 칼

스웨덴 스톡홀름의 트레 크로노르 성에서 칼 11세와 덴마크의 울리카 엘레오노라에게 태어난 칼 12세는 자신의 부모의 둘째로 태어난 자식이자 가족에서 맏아들이었으며 자신을 자신을 왕위 계승자로 삼았다.
그의 부친 칼 11세는 4개의 10년 세월 동안 스웨덴의 통치자로 지내와 훌륭한 국왕으로 알려졌다.  칼은 누이와 사망한 많은 동생들이 있었다.  그 후에  그는 왕족의 왕실의 남아있던 단 하나의 아들이었다.
칼 12세는 행복한 환경에 자라왔다.  그때는 스웨덴은 위대한 전사들을 산출한 왕국으로서 감탄을 받았다.  그의 어린 시절 이래 칼은 군사 문제들에 흥미를 가졌다.  자신이 왕위 계승자였기 때문에 그는 자신의 초기 세월 이래 또한 통치하기 위해 손질되었다.
그의 모친은 1693년에 사망하였고, 이 일은 어린 칼에게 큰 충격이었다.  모친의 사후, 칼 왕자는 자신의 왕국에 관련된 문제들에 더욱 진지해졌고 자신의 정치적 여행과 공식적 이벤트들에 자신의 부친을 동행하기 시작하였다.
칼 11세는 1697년에 사망하였고 국가를 다스리는 부담이 칼 12세의 어깨에 떨어졌다.  하지만 그는 국가를 책임지는 데 너무 어렸다.  섭정은 국왕 칼 11세의 소원에 따라서 형성되었으나 그들은 모든 문제에 여전히 그의 의견이 필요했다.
섭정은 국가를 7개월 동안 다스렸고 그들이 칼이 혼자서 다스리는 데 준비가 되었다는 것을 가르쳤을 때 그들은 그에게 왕관을 씌웠다.  그때까지 15세였던 칼은 우수한 교사와 정치인들에 의하여 손질되었다.  그는 또한 국가의 최고 군사 전략가들에 의하여 군사 훈련을 받기도 했다.

## 스웨덴의 국왕

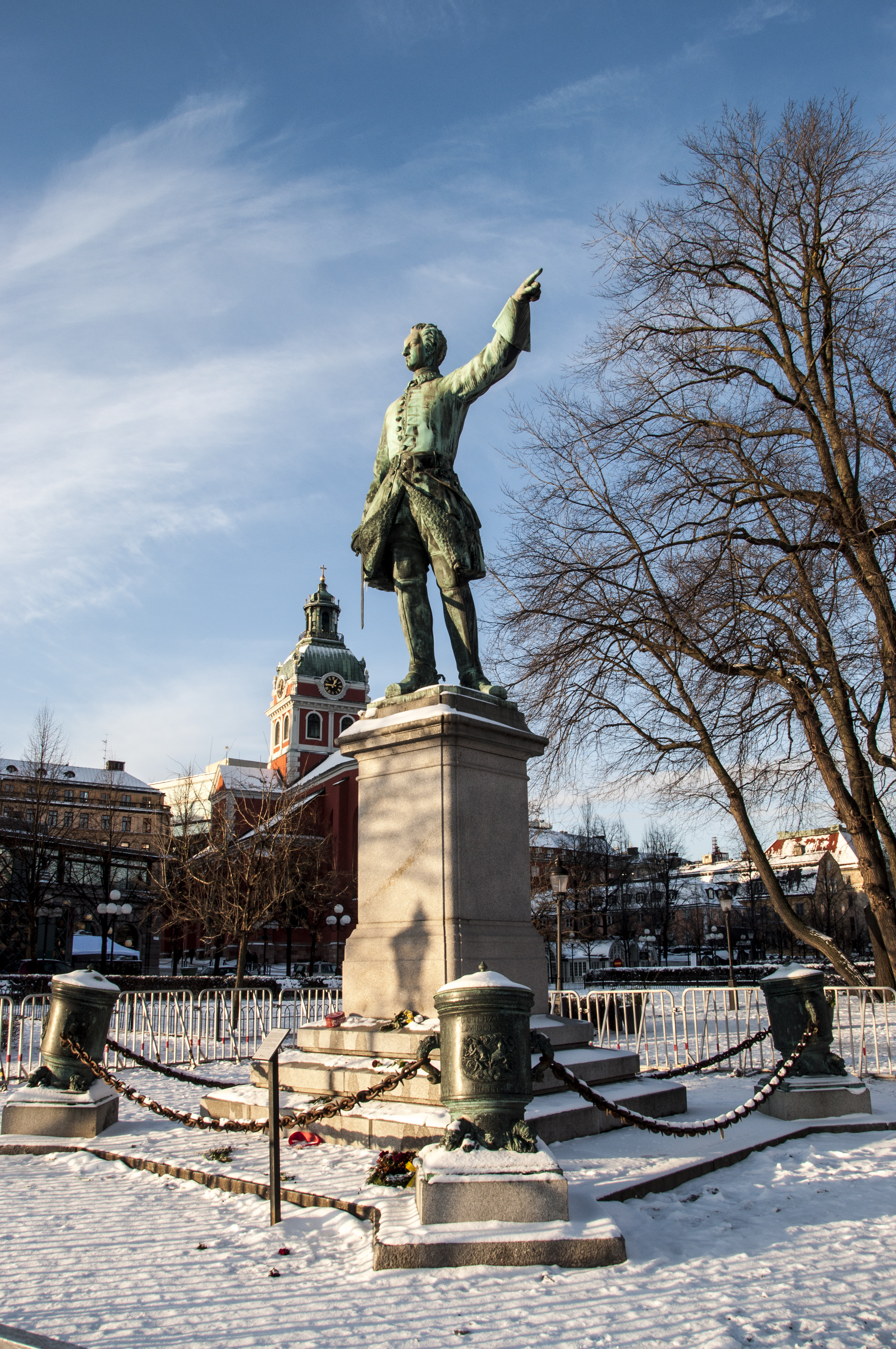
스톡홀름에 있는 칼 12세의 기념비. 러시아를 가리키는 그의 모습을 묘사하고 있다.

그의 즉위 당시 스웨덴 제국은 유럽에서 광대한 지역에 걸쳐있었고 유럽의 가장 강력한 국가들 중의 하나로 알려졌다.  시초적으로 칼 12세의 군림은 평화로웠다.  첫 몇년 동안 어린 국왕은 사냥을 하고 파티를 여는 것에 전념하였다.  이웃하는 적국들이 끊임없이 자신을 주시하고 있다는 것을 몰랐던 그는 인생을 최대한 즐겼다.
덴마크, 폴란드와 러시아는 많은 세기들 이래 스웨덴의 적국으로 지내왔고 그들이 어리고 경험이 없는 국왕이 스웨덴의 왕좌에 있었다는 것을 보았을 때 그들은 스웨덴을 침입하는 계획을 짜기 시작하였다.
전체 3국의 군주들은 1700년 동맹을 형성하여 스웨덴에 주요 공격을 발포하는 데 계획을 세웠다.  덴마크의 국왕은 홀슈타인을, 폴란드는 리가를 그리고 러시아는 나르바를 공격하였다.  하지만 스웨덴은 그러한 상황에 대비하였고 그 적들은 침략자들을 상대하는 데 즉시 동원되었다.  이것은 대북방 전쟁으로 알려졌다.
첫 6주 안에 덴마크에 의하여 홀슈타인에 공격은 반격되었고 칼 12세는 승리하였다.  그는 그러고나서 리가의 침입을 다루었으나 나르바에 러시아의 공격에 관하여 알게 된 후에 그는 빠르게 거기로 이동하였다.  러시아 군대는 스웨덴 군대에 비교에서 더욱 컸다.  아직 칼 12세는 훌륭한 군사 실력을 보여 러시아는 패하였다.
칼 12세는 자신의 나이에 불구하고 자신이 훌륭한 군사 사령관이었다는 것을 증명하였다.  그는 또한 군대에서 남성의 수에 상관 없이 만약 칼이 군대를 명령한다면 그들이 무적이 될 것을 증명하기도 했다.
1701년과 1707년 사이에 칼 12세는 덴마크와 폴란드의 위협을 크게 감소시키고 말았던 유럽에서 협상들의 일련에 연루되었다.  이것에 이어 그는 스웨덴을 위하여 가장 큰 걱정거리였던 러시아에 홀로 전념하기로 결정하였다.
1707년 러시아로 결정타를 날리는 시도에서 칼 12세는 가능한 가장 큰 군대를 모아 모스크바를 향하여 행렬하였다.  러시아 군대는 러시아를 공격하는 데 스웨덴 군대를 그들의 길에 도움을 줄 수 있던 수단들을 파괴하였다.  그러므로 칼 12세는 자신의 전술적 두뇌를 이용하여 자신의 큰 군대를 유지하는 데 필요한 수단들을 확보하는 데 우크라이나를 향하여 이동하였다.
1708년 칼 12세는 러시아군을 향하는 데 자신의 군대를 지도하여 연속해서 많은 승리를 거두었다.  그 중요한 것들 중의 하나는 홀로프친 전투에서 승리였다.  전투는 스웨덴군이 그 2배의 크기였던 러시아군을 물리치는 것을 보았다.

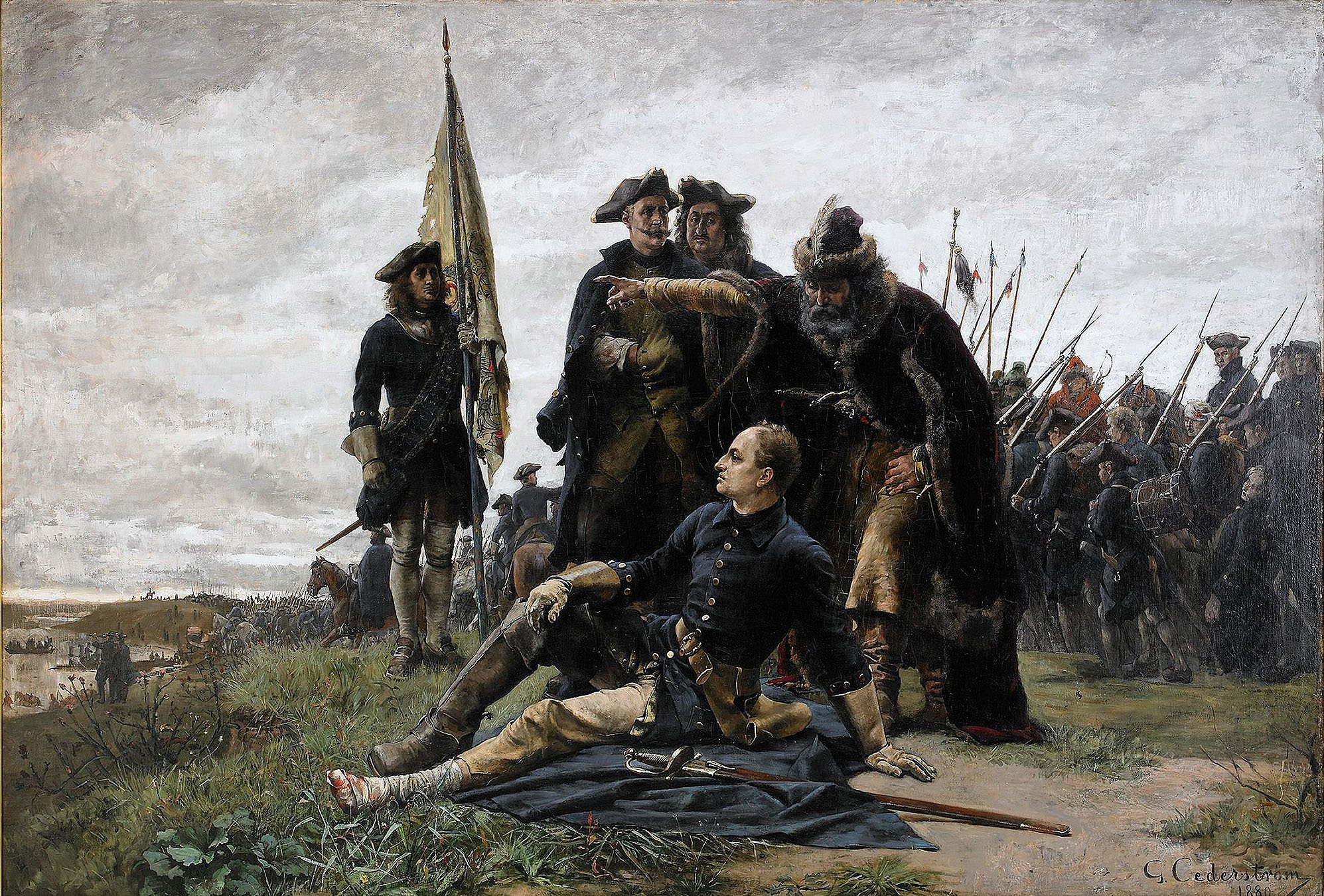
폴타바 전투 후 드네프르강에서 칼 12세와 이반 마제파

1709년 칼 12세는 모스크바로 가는 길에 우크라이나에 있었다.  그들은 칼의 군대를 크게 고갈시켰던 혹독한 겨울을 향하였다.  하지만 후퇴하는 대신 칼 12세는 결정적 전투에서 러시아군을 향하는 것을 원했다.  전투는 결국적으로 그해 7월 폴타바에서 열렸다.
전투의 시작에 대비하여 며칠 전에 칼 12세는 자신의 다리에 고쳐지지 않은 부상을 향하였다.  그 후에 칼 12세는 폴타바에서 자신의 군대를 명령하는 데 신체적으로 부적합했다.  전장으로부터 그의 퇴진에 스웨덴군은 다시 자신들의 2배의 크기였던 러시아군 앞에서 그 길을 잃었다.  스웨덴은 전투를 패하였으나 칼 12세와 그의 몇몇의 부하들은 오스만 제국으로 달아날 수 있었다.
칼 12세는 오스만 제국에서 다음 몇년을 보내 러시아를 공격하는 데 군대를 모으는 데 노력하였다.  그는 미래의 갈등에서 러시아를 도움을 주는 것으로부터 덴마크의 국왕을 방지하는 목적으로 노르웨이를 공격하는 계획을 세웠다.  캠페인은 비성공적이었다.  이것에 이어 칼 12세는 스웨덴으로 귀국하여 전쟁의 세월 후의 가난한 상태와 외세의 지배를 받는 제국의 대부분을 찾는 것만이었다.  하지만 스웨덴은 그때까지 자유로운 국가로 남아있었다.
그는 거기에서 1년간 머무르고 1718년 노르웨이에 한번 더 공격을 계획하였다.  하지만 그때까지 노르웨이는 이웃 국가들로부터 강한 성원을 모았고 칼 12세의 이기는 기회들은 암울했다.  노르웨이의 프레드릭스텐에서 열린 전투에서 그는 머리에 총을 맞았다.  이 일은 스웨덴이 그들의 적국들에 대항하는 캠페인들의 종말을 가져왔다.
그 일은 또한 스웨덴 제국의 종말에 특정을 지었고 국가는 유럽에서 규범이 아니었던 의회 정부로 밀렸다.  그 복잡하게 디자인된 전쟁 조직과 군주는 둘다 절대적으로 파괴되었다. 하지만 스웨덴에서 왕실 독재는 구스타브 3세에 의하여 복직되었다.
유능한 전쟁 사령관으로 지낸 것 말고도 칼 12세는 또한 예외적인 정치인과 통치자로도 알려졌다.  그는 스웨덴 국민들이 부유해지고 번영하는 데 허용한 몇몇의 세금과 입법 개혁들을 시작하였다.

칼 12세가 입은 제복 (스톡홀름 왕실 무기고 소재)

## 가족, 개인 생활과 사망
칼 12세의 일생은 대부분 전쟁들에 의하여 소비되었다.  그러므로 그는 전혀 결혼하거나 아무 자녀를 낳지 않았다.
1718년 11월 30일 그는 노르웨이군을 싸웠던 전장에서 사망하였다.  사망 당시 그는 36세였다.
그의 누이 울리카 엘레오노라가 칼 12세를 승계하였다.  하지만 그녀는 결국적으로 자신의 남편 프레데리크 1세에게 왕위를 포기하도록 강요되었다.
칼 12세는 성행위와 알콜 중독으로부터 금욕을 실천하는 것으로 알려졌다.